# Пам'ятник воїнам-афганцям (Чернівці)
Пам'ятник воїнам-афганцям у місті Чернівці встановлено на пр. Незалежності в травні 1999 році.
На ньому викарбувано 56 імен буковинців, що загинули у війні в Афганістані (1979—1989), майже всі посмертно нагороджені орденами Червоної Зірки. Їх увіковічив також у книзі «І чорніли тюльпани…» учасник бойових дій В'ячеслав Шинкарь, удостоєний медалі «На славу Чернівців».

## Імена
1. Андрієш Олег Петрович (* 27 серпня 1965, м. Герца — 30 січня 1984). Навчався у Герцаївській музичній школі. Закінчив Чернівецький кулінарний технікум. Служив у в/ч 71176 кулеметником на вертольоті МІ-8. 30.01.1984 р. вертоліт був обстріляний. Важкопоранений рядовий Олег Андрієш помер по дорозі до своїх.
2. Бабич Тарас Любомирович (* 26 вересня 1967, с. Василів — 11 листопада 1986). Навчався у музичній школі. Закінчив Заставнівське СПТУ-24. Служив у в/ч 82869 механіком-водієм БМП. 11 листопада 1986 р. його автомобіль підірвався на міні.
3. Бесєда Анатолій Сергійович (* 26 квітня1955, м. Чернівці — 27 липня 1983). Закінчив Чернівецьке СПТУ № 6. Працював слюсарем на Трипільській ГЕС у Київській області. 24 липня 1983 р. гелікоптер, у якому знаходився прапорщик Анатолій Бесєда був обстріляний, загорівся й упав.
4. Бота Іван Олександрович (* 26 грудня 1960, с. Бояни — 22 серпня 1980). Закінчив Чернівецьку автошколу. Рядовий, механік-водій БРДМ служив в окремому розвідувальному батальйоні в/ч 53336. Загинув 22.08.1980 р.
5. Булига Микола Маринович (* 13 квітня 1960, с. Горбівці — 29 липня 1980). Закінчив у Чернівцях ПТУ № 15 та індустріальний технікум. Сержант Микола Булига, командир БМП, загинув 29 липня 1980 р.
6. Бурдинюк Гигорій Гаврилович (* 10 червня 1966, с. Данківці — 14 грудня 1985). Закінчив Кіцманський сільгосптехнікум. Працював ветфельдшером у колгоспі. Загинув 14 грудня 1985 р. У рідному селі, де похований, його іменем названі вулиця і поле.
7. Венгерський Дмитро Володимирович (* 9 жовтня 1961, м. Хотин — 15 вересня 1981). Закінчив Хотинську автошколу. Працював водієм на підприємстві. Служив у в/ч 24785 командиром мотострілецького відділення. 15 вересня 1981 р. БМП, у якій знаходився він з екіпажем, підірвалася на фугасі.
8. Гарас Ілля Васильович (* 3 березня 1969, м. Чернівці — 6 жовтня 1987). Мешкав у м. Сургут Ханти-Мансійської АО. Після 8-ї школи працював на будівництві. Рядовий Ілля Гарас водив КамАЗ. 6.10.1987 р. після поранення помер у госпіталі. Його іменем названа вулиця у Чернівцях, на будинку, де жив, встановлено меморіальну дошку.
9. Гречаний Валерій Васильович (* 4 січня 1964, м. Чернівці — 14 січня 1983). Закінчив СШ № 21. Працював робітником на Чернівецькій фабриці індпошиття і ремонту взуття. Загинув 14.01.1983. Його іменем названа вулиця в Чернівцях, встановлено меморіальну дошку на будинку, де жив.
10. Гринчук Валерій Тодорович (* 1 березня 1964, с. Костинці — 26 січня 1985). Закінчив Берегометську автошколу. Працював у колгоспі. 26.01.1985 р. рядовий Валерій Гринчук, гранатометник, від важких поранень у голову і груди помер на полі бою.
11. Гудима Микола Васильович (* 28 березня 1961, с. Мамаївці (Новосілка) — 31 березня 1980). До армії працював робітником на Чернівецькому дріждзаводі. Загинув 31.03.1980 в бою під Джелалабадом. Посмертно нагороджений медаллю «За відвагу».
12. Дабика Володимир Григорович (* 22 листопада 1963, м. Чернівці — 4 квітня 1983). Навчався у Чернівецькій СШ № 24. Працював слюсарем. Сержант Володимир Дабика загинув 4.04.1983. На будинку у Чернівцях, де мешкав, встановлено меморіальну дошку.
13. Добровольський Віктор Васильович (* 11 січня 1958, с. Сербичани — 31 липня 1983). Закінчив Чернівецький медінститут. У Збройних Силах з 5.08.1979 р. Лейтенант Віктор Добровольський був начальником медичної служби полку. Після поранення помер у госпіталі. Похований у смт Окниця, Молдова.
14. Довбня Михайло Дмитрович (* 18 жовтня 1963, с. Василів — 19 квітня 1984). Закінчив Заставнівське сільськогосподарське училище. Навідник-оператор БМД рядовий Михайло Довбня загинув 19.04.1983. Його іменем названа вулиця у рідному селі.
15. Дроздик Томас Владиславович (* 28 березня 1961, с. Стара Красношора — 9 березня 1980). Закінчив Чернівецьку автошколу. Працював водієм у колгоспі. Служив у в/ч 93992 у м. Джелалабад. Помер після поранення у голову у госпіталі 9.03.1980 р.
16. Єрмаченко Едуард Миколайович (* 24 липня 1965, Донецька область — 2 вересня 1985). Працював токарем на Чернівецькому заводі «Кварц». Механік-водій МТЛБ сержант Едуард Єрмаченко служив у десантних військах в/ч 71184. Загинув 2.09.1983. Похований у м. Чернівцях.
17. Задорожняк Олександр Дмитрович
18. Іванчак Олександр Григорович
19. Козлов Сергій Олександрович
20. Корня Ілля Георгійович
21. Косов Валерій Васильович
22. Костенюк Петро Іванович
23. Лазаренко Сергій Васильович
24. Лапін Валерій Володимирович
25. Ліньков Сергій Анатолійович
26. Лучик Степан Васильович
27. Маковійчук Віктор Федорович
28. Марков Ігор Федорович
29. Махліновський Сергій Данилович
30. Мороз Степан Георгійович
31. Нагрудний Леонід Володимирович
32. Натаріус Юрій Борисович
33. Нікула Сергій Євгенович
34. Нижник Володимир Дмитрович
35. Оліовський Ростислав Дмитрович
36. Опаєць Валерій Костянтинович
37. Петрюк Володимир Іванович
38. Помирляну Петро Васильович
39. Разумеєнко Юрій Олегович
40. Рибін Ігор Іванович
41. Савчук Валерій Георгійович
42. Саїнчук Григорій Орестович
43. Сафрюк Віктор Васильович
44. Сєриков Олександр Михайлович
45. Свереда Валерій Васильович
46. Скуляк Микола Іванович
47. Смольницький Олег Аркадійович
48. Танявський Ольвіян Георгійович
49. Ткачук Петро Миколайович
50. Токар Василь Павлович
51. Токарюк Юрій Нектарійович
52. Том'юк Микола Миколайович
53. Турецький Володимир Дмитрович
54. Чуляк Микола Петрович
55. Штрбу Флоря Ілліч
56. Яцюк Володимир Іванович